# Amt Godesberg-Mehlem
Das Amt Godesberg-Mehlem (auch Amt Godesberg und Mehlem) war eine Verwaltungseinheit des Kurfürstentums Köln, die vom 14. bis zum Ende des 18. Jahrhunderts bestand. Sie gehörte zum Oberamt Bonn (auch Oberkellnerei Bonn genannt).

## Gliederung
Den Kern des Amtes Godesberg-Mehlem bildeten die Amtsteile Godesberg und Mehlem, die vermutlich immer unter einem gemeinsamen Amtmann standen und nur als Steuerbezirke voneinander unterschieden wurden. Daneben gehörten Ende des 18. Jahrhunderts folgende Gerichte und kurkölnische Unterherrschaften bzw. Unterämter zum Amt Godesberg-Mehlem:
| Amtsteil/Gericht/Herrschaft                  | Ortschaften | Heutige Zugehörigkeit                                              |
| -------------------------------------------- | --- | ------------------------------------------------------------------ |
| Amtsteil Godesberg                           | Godesberg (mit Kloster Marienforst, Schweinheim), Muffendorf (mit Wattendorf), Plittersdorf, Rüngsdorf            | Stadt Bonn, Stadtbezirk Bad Godesberg                              |
| Amtsteil Mehlem                              | Mehlem, Lannesdorf, Rolandswerth (mit Kloster Nonnenwerth)                                                        | Stadt Bonn, Stadtbezirk Bad Godesberg; Rolandswerth: Stadt Remagen |
| Gericht Witterschlick                        | Witterschlick, Heidgen, Volmershoven                                                                              | Gemeinde Alfter                                                    |
| Amt Wolkenburg (Unteramt)                    | Königswinter, Ittenbach                                                                                           | Stadt Königswinter                                                 |
| Burggrafschaft Drachenfels (Unterherrschaft) | Berkum (mit Odenhausen), Gimmersdorf, Ließem, Niederbachem, Oberbachem (mit Kürrighoven), Pissenheim, Züllighoven | Gemeinde Wachtberg                                                 |

Ursprünglich gehörten zum Amt Godesberg-Mehlem auch Meckenheim (bis 1638) und Morenhoven (mindestens bis zum 15. Jahrhundert).

## Geschichte
Das Amt entstand vermutlich im Zuge der von 1332 bis 1349 durch den Kölner Erzbischof Walram von Jülich eingeführten Ämterverfassung. Ende des 14. Jahrhunderts, zumindest zwischen 1381 und 1386, unterstanden auch Teile der Verwaltung des Kirchspiels Honnef dem Amt Godesberg. Urkundlich nachweisen lässt sich das Amt als Einheit von Godesberg und Mehlem seit Mitte des 16. Jahrhunderts. 1670 umfassten die beiden Amtsteile Godesberg und Mehlem 258 Häuser, das gesamte Amt inklusive Unterämtern und Unterherrschaften 626 Häuser. Mit der Inbesitznahme des Linken Rheinufers durch französische Revolutionstruppen (1794) und der Einführung neuer Verwaltungsstrukturen nach französischem Vorbild (bis 1798) wurde das Amt aufgelöst. Das rechtsrheinische, vormalige Unteramt Wolkenburg blieb noch bis 1803 kurkölnisch.